# Joerie Minses
J.W.M.S. (Joerie) Minses (Weert, 18 september 1980) is een Nederlands jurist, politicus en bestuurder. Hij is partijloos. Sinds 13 januari 2022 is hij burgemeester van Heumen.

## Maatschappelijke loopbaan
Minses studeerde Nederlands recht aan de Faculteit der Rechtsgeleerdheid van de Universiteit Maastricht en is afgestudeerd in de richting Staats- en Bestuursrecht. Tot het burgemeesterschap was hij werkzaam als concernjurist bij de gemeente Landgraaf en daarvoor was hij werkzaam in diverse functies bij de gemeenten Landgraaf en Maasbree.

## Politieke loopbaan
In 2002 werd Minses gemeenteraadslid voor de lokale partij Ronduit Open in de toenmalige gemeente Heythuysen. Na de herindeling van Heythuysen, Roggel en Neer, Hunsel en Haelen tot de nieuwe gemeente Leudal op 1 januari 2007 werd hij daar gemeenteraadslid en vanaf 2008 fractievoorzitter.
Na de gemeenteraadsverkiezingen van 2010 werd Minses wethouder Wonen, Ruimtelijke Ordening en Plattelandsvernieuwing en 1e locoburgemeester in Leudal. Als gevolg van een breuk in de coalitie kwam er begin 2013 een einde aan zijn wethouderschap en werd hij weer gemeenteraadslid en fractievoorzitter.

## Burgemeester
Van 15 november 2014 tot 13 januari 2022 was Minses burgemeester van Alphen-Chaam, waar hij vanaf 2018 ook buitengewoon ambtenaar van de burgerlijke stand was.
Tijdens de algemene ledenvergadering van 29 maart 2017 werd Minses benoemd tot bestuurslid van het Nederlands Genootschap van Burgemeesters met in zijn portefeuille Professionalisering. Hij werd het jongste NGB-bestuurslid dat het genootschap tot nu toe heeft gekend.
Op 13 januari 2022 werd Minses burgemeester van Heumen. Hij kreeg Bestuurlijke organisatie, Intergemeentelijke samenwerking, Openbare orde & veiligheid, Handhaving, Representatie (inclusief internationale betrekkingen), ICT & digitalisering, Erfgoed en Personeel & organisatie in zijn portefeuille.
Minses vertegenwoordigt de gemeente Heumen bij de Veiligheidsregio Gelderland-Zuid, de Groene Metropoolregio Arnhem-Nijmegen, de Burgemeesterskring Nijmegen, Vitens, de BNG Bank en de Gezagsdriehoek Tweestromenland, de Gelderse Commissie veiligheid grote rivieren, de VNG afdeling Gelderland en de Districtelijke Stuurgroep Ondermijning.

## Nevenfuncties
Minses is, naast zijn nevenfuncties ambtshalve, ereschepen van het Gilde Sint Willibrordus Alphen, voorzitter van de Oud-Prinsenvereniging in Kelpen-Oler, voorzitter van de Molenstichting Limburg en gilderaadslid van de Gelderse Schuttersfederatie St. Hubertus.

## Persoonlijk
Minses is geboren in Weert en getogen in Kelpen-Oler. Hij woont samen met zijn vriendin en heeft een dochter.